# Marjut Paavilainen
Marjut Kuhnhenn (born: Paavilainen) nasceu em Mikkeli, Finlândia. Ela estudou de 1996 a 2000 no conservatório de Turku. Desde então ela é aluna da Universidade de Música de Karlsruhe, Alemanha, onde teve aulas com Christiane Hampe e atualmente estuda música Lied com os professores Mitsuko Shirai e Hartmut Höll. Paavilainen participou de inúmeros cursos de canto na Finlândia, além de ter feito parte da Ópera Barroca da International Academy of Häendel. Tanto na Finlândia como na Alemanha, ela se apresentou em diversos concertos Lied.
Marjut também faz parte do grupo Noche Escandinava, juntamente com Tarja Turunen (Soprano), Izumi Kawakatsu (Pianista) e Juha Koskela (Barítono), onde apresentou sua música para o público latino-americano.